# CTW
CTW株式会社は、東京都港区に存在する日本のゲーム会社。HTML5ブラウザゲームプラットフォーム『G123』を運営する。
CTWはビジョンであるChange The Worldの頭文字をとったもの。

## 概要
2013年8月に設立。所在地は東京都港区六本木。HTML5ゲームプラットフォーム『G123』を運営する。
G123を開発する技術チームは多国籍メンバーで構成されていて、より効率的なコミュニケーションのために、全員がオフィス勤務としている。

## 主な事業
- HTML5ゲームプラットフォーム「G123」の開発・運営
  - このプラットフォームは、海外から成熟したゲームを輸入し、人気がある日本のIPを統合してローカライズし、専門的な運営チームを通じて宣伝している。2022年4月の時点で、5000万人を超えるユーザーを獲得している[6]。
  - 2024年2月、世界累計利用者数(累計ID発行数)5億人突破 [7]
  - 2025年4月には国民的まんが作品として「ドラえもん」のゲーム化が決定していることをリリースして、事前登録を受けつけている。[8]

## 沿革
- 2013年
  - 8月 - 会社設立（資本金100万円）
- 2014年
  - 2月 - 資本金を2,300万円に増資
  - 10月 - 資本金を5,000万円に増資
- 2015年
  - 11月 - 資本金を1億円に増資
- 2017年
  - 8月 - HTML5コンテンツ制作サービス「h5lp.jp」提供開始
- 2018年
  - 2月 - HTML5ゲーム「放置三国」リリース
  - 6月 - HTML5ゲーム「ガールズサバイバー」リリース
  - 7月 - HTML5ゲーム「ケモニスタオンライン」リリース
  - 10月 - HTML5ゲームプラットフォーム「G123.jp」を発表
  - 11月 - HTML5ゲーム「ナイトメアクロノス」リリース
  - 12月 - HTML5ゲーム「ガールズ&クリーチャーズ」リリース
- 2019年
  - 3月 - HTML5ゲーム「ビビッドアーミー」リリース
  - 10月 - HTML5ゲーム「異世界魔王と召喚少女の奴隷魔術-マスターリベレーション-」リリース
- 2020年
  - 6月 - HTML5ゲーム「百花繚乱-パッションワールド」リリース
  - 9月 - HTML5ゲーム「八男って、それはないでしょう!-アンサンブルライフ」リリース
- 2021年
  - 4月 - HTML5ゲーム「邪神ちゃんドロップキックねばねばウォーズ」リリース
  - 5月 - HTML5ゲーム「精霊幻想記精霊幻想記アナザーテイル」リリース
  - 7月 - HTML5ゲーム「ピーチボーイリバーサイドバトルサーガ」リリース
  - 12月 - HTML5ゲームプラットフォーム「G123.jp」グローバル版を発表
- 2022年
  - 2月 - HTML5ゲーム「クイーンズブレイドリミットブレイク」リリース
  - 6月 - ブラウザゲーム「転生賢者の異世界ライフ〜ゲームでも、世界最強になりました〜」リリース
  - 6月 - HTML5ゲーム「ウィクロスマルチバース」リリース
  - 7月 - HTML5ゲーム「艦隊少女」リリース
  - 10月 - HTML5ゲーム「ピーター・グリルと賢者の時間貞操の守り人」リリース
  - 12月 - 「ゴブリンスレイヤー エンドレスハンティング」リリース
- 2023年
  - 2月 - 「英雄王、武を極めるため転生す〜ブレイブリーロード〜」リリース[9]
  - 6月 - 「宇宙戦艦ヤマト 未来への航路」リリース[10]
  - 8月 - 「トランスフォーマー レイジバトル」リリース[11]
  - 12月 - 「BLACK LAGOON Heaven's Shot」リリース [12] [13]
  - 12月 - 「ストライク・ザ・ブラッド デイブレイク」リリース [14] [15]
- 2024年
  - 3月 - 「邪神ちゃんドロップキック ケイオス」リリース[16] [17]
  - 3月 - 「ピーター・グリルと賢者の時間 貞操の守り人2」リリース [18] [19]
  - 4月 - 「月が導く異世界道中 天下泰平旅日記」リリース [20] [21]
  - 4月 - 「魔法陣グルグル ほしくず大冒険」リリース[22] [23]
  - 5月 - 「モンスター娘のいる日常 ファンタジックライフ」リリース [24] [25]
  - 6月 - 「はめつのおうこく Endless Rebellion」リリース[26] [27]
  - 7月 - 「プリズンノクティス」リリース[28] [29]
  - 7月 - 「KING OF PRISM 煌」リリース [30] [31]
  - 8月 - 「佐々木とピーちゃん ミッドライフレボリューション」リリース [32] [33]
  - 10月 - 「蜘蛛ですが、なにか? 迷宮の支配者」リリース[34] [35]
- 2025年
  - 1月 - 「ありふれた職業で世界最強 リベリオンソウル」リリース
  - 2月 - 「魔法先生ネギま！まほらパニック」リリース
  - 4月 - 「Game of Thrones Winter is Coming」リリース
  - 4月 - 「ハイスクールD×D Operation paradise infinity」リリース